# Rose Bowl (Spiel)

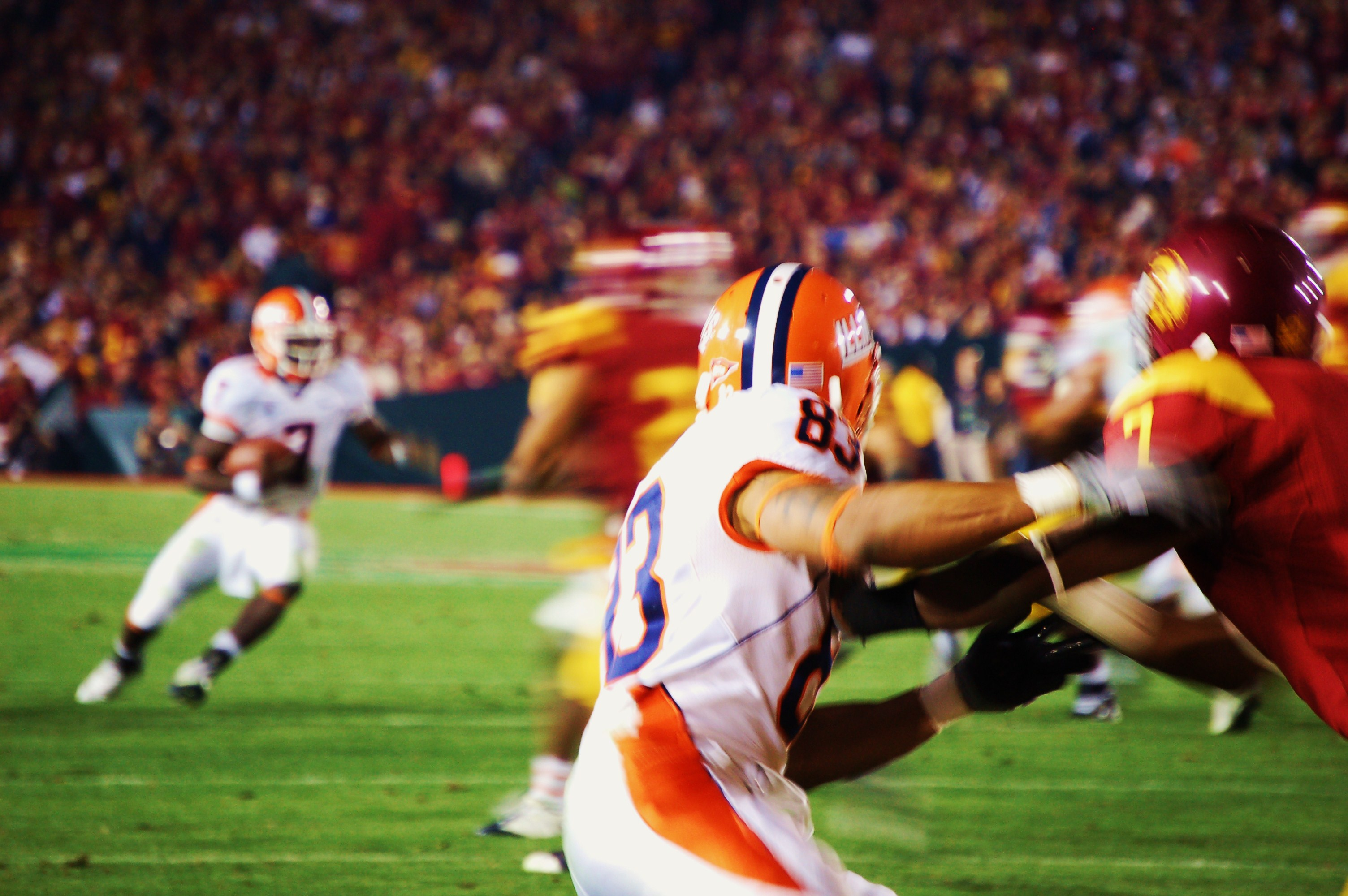
Rose Bowl 2008, USC Trojans vs. Illinois Fighting Illini

Der Rose Bowl ist ein jährlich ausgetragenes Spiel im College Football, dem Hochschulspielbetrieb der National Collegiate Athletic Association (NCAA) im American Football in den USA, das in der Regel am 1. Januar stattfindet. Es ist das älteste und prestigeträchtigste von derzeit rund 30 sogenannten Bowl-Spielen in der Nachsaison (postseason), zu denen nach dem Ende der regulären Saison Mannschaften nach festgelegten Auswahlregeln eingeladen werden und um eine Trophäe spielen. Der Rose Bowl wird aufgrund seiner über einhundertjährigen Traditionen auch als „Großvater aller Bowlspiele“ (The Granddaddy of Them All) bezeichnet und war Teil der Bowl Championship Series, einer Serie von fünf ausgewählten Bowl-Spielen mit hohem sportlichen Prestige und großer Popularität. Ausgetragen wird das Spiel im Rose Bowl Stadium in Pasadena, Kalifornien.

## Geschichte
Der Rose Bowl fand erstmals am 1. Januar 1902 im Tournament Park des California Institute of Technology unter der Bezeichnung Tournament East-West Football Game statt und begründete damit die Tradition von Bowl-Spielen zum Jahresbeginn. Das Spiel war Teil des Tournament of Roses, einer Reihe von seit 1890 stattfindenden Neujahrsfeierlichkeiten, deren zentraler Teil ein Festumzug ist. Die Mannschaft der University of Michigan, welche die Ostküste repräsentierte, spielte gegen die Mannschaft der Stanford University von der Westküste. Michigan gewann das Spiel mit 49 zu 0, nachdem Stanford im dritten Viertel das Spiel aufgab, und beendete die Saison mit elf Siegen als ungeschlagener Landesmeister. Aufgrund des einseitigen Spielverlaufs war jedoch das Interesse an weiteren Vergleichen zwischen Mannschaften aus dem Osten und dem Westen des Landes nur gering. Im Rahmen des Tournament of Roses fanden stattdessen in den folgenden Jahren Polo-Spiele, Pferderennen und andere Sportwettbewerbe statt. Erst 1916 wurde das nächste Football-Spiel ausgetragen. Der 14-zu-0-Sieg der Mannschaft der University of Oregon gegen die Mannschaft der University of Pennsylvania im darauffolgenden Jahr beendete die bis dahin bestehende Dominanz der Ostküsten-Teams im College Football. Im Jahr 1923 fand der Rose Bowl erstmals im neugebauten Rose Bowl Stadium statt.

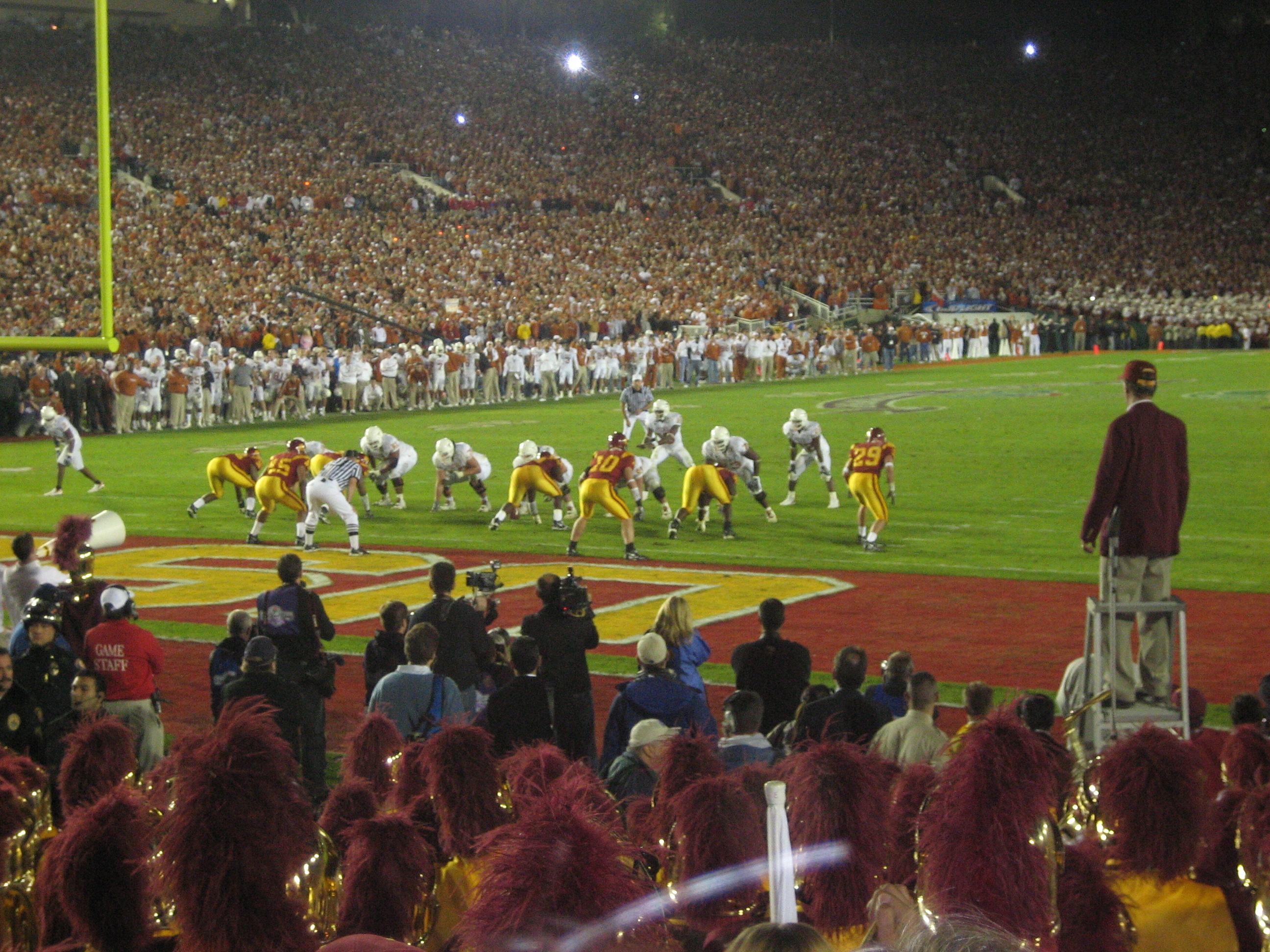
Rose Bowl 2006, Texas Longhorns vs. USC Trojans

Während des Rose-Bowl-Spiels im Jahr 1929 kam es zu einem Ereignis, das 2003 von einem Ausschuss der College Football Hall of Fame zu einem der sechs denkwürdigsten Momente des Jahrhunderts erklärt wurde. Im zweiten Viertel des Spiels zwischen den Mannschaften des Georgia Institute of Technology und der University of California, Berkeley nahm Roy Riegels, Mannschaftskapitän von Berkeley, einen Ballverlust (fumble) eines gegnerischen Spielers auf und lief anschließend 69 Yards in Richtung der eigenen Endzone. Sein Mitspieler Benny Lom verfolgte Riegels und versuchte, ihn auf seinen Irrtum aufmerksam zu machen. Riegels, der aufgrund der tobenden Zuschauermenge die Worte seines Mitspielers nicht verstand, nahm an, dass er selbst und der schnellere Lom von gegnerischen Spielern verfolgt würden und Lom ihn deshalb zu einem Pass auffordern würde, um zu einem Touchdown zu vollenden. Drei Yards vor der eigenen Grundlinie erreichte Lom seinen Mitspieler, der nun seinen Fehler verstand. Nur wenige Augenblicke später wurde Riegels jedoch von mehreren Spielern der Mannschaft von Georgia Tech auf der 1-yard-Linie zu Boden gebracht, nachdem diese vorher bereits versucht hatten, Lom an der Verfolgung Riegels zu hindern. Der für das Spiel zuständige Radio-Moderator kommentierte diese Szene, die rund zehn Sekunden dauerte, mit schreiender Stimme mit den Worten „Was sehe ich da? Bin ich verrückt? Bin ich verrückt? Bin ich verrückt? Bin ich verrückt?“. Berkeley versuchte anschließend durch einen Punt, den Abstand der Georgia Tech Yellow Jackets zur eigenen Endzone zu vergrößern, was jedoch durch Safety zu einem Gewinn von zwei Punkten für die Mannschaft der Georgia Tech führte. Das Spiel, das mit einem 8-zu-7-Sieg für Georgia Tech endete, steigerte den landesweiten Bekanntheitsgrad des Rose Bowls schlagartig.

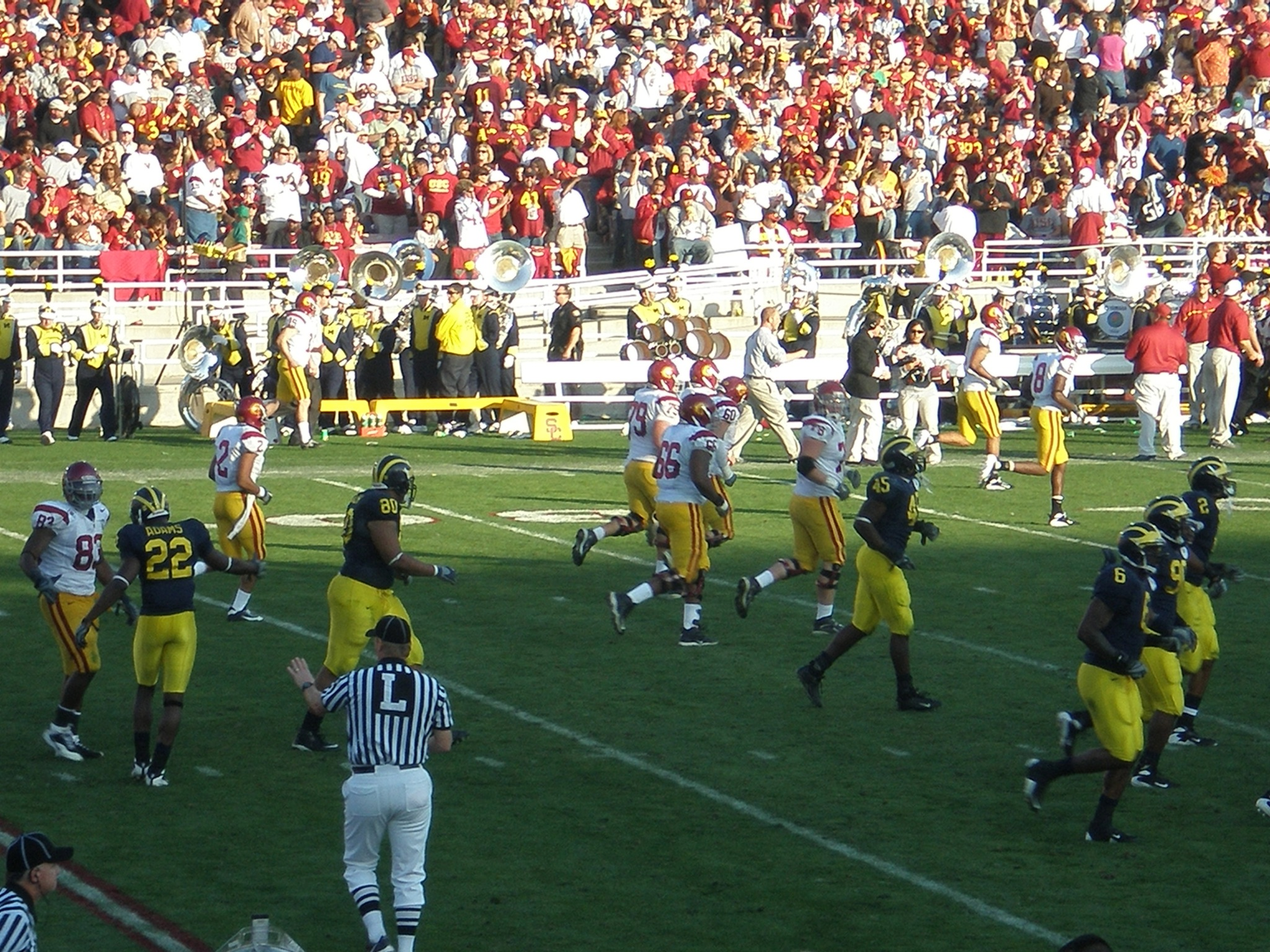
Rose Bowl 2007, Michigan Wolverines vs. USC Trojans

Das Spiel im Januar 1942 wurde aufgrund von Sicherheitsbedenken nach dem japanischen Angriffs auf Pearl Harbor im Dezember 1941 nach Durham, North Carolina verlegt. Zwei Jahre später spielten aufgrund von kriegsbedingten Reisebeschränkungen mit den Mannschaften der University of Southern California und der University of Washington zwei Teams von der Westküste gegeneinander. Der Rose Bowl 1952 war das erste landesweit übertragene College-Football-Spiel in der Fernsehgeschichte der Vereinigten Staaten. Nach dem Ende des Krieges wurde auch die Auswahl der Mannschaften für den Rose Bowl geändert. Während zuvor jeweils eine Mannschaft aus der Pacific Coast Conference, der Vorgängerstaffel der heutigen Pacific-12 Conference (Pac-12), gegen eine Mannschaft aus dem Osten der Vereinigten Staaten antrat, wird das Spiel seit 1947 zwischen den Siegern der Big Ten Conference (Big Ten) und der Pacific-12 Conference beziehungsweise deren Vorläuferinstitutionen, der Athletic Association of Western Universities, der Pac-8 und der Pac-10, ausgetragen. In den ersten dreizehn Jahren des Bestehens dieser Regelung dominierten Mannschaften aus der Big Ten mit zwölf Siegen. Die Pac-8/Pac-10 erreichte von 1975 bis 1987 eine ähnliche Dominanz mit ebenfalls zwölf Siegen in 13 Spielen.
Nach der Aufnahme des Rose Bowls in die 1998 eingeführte Bowl Championship Series traten in den Jahren 2002 und 2006, in denen das Rose-Bowl-Spiel als BCS National Championship Game fungierte, die beiden nach der Saison bestplatzierten Mannschaften anstelle der Sieger der Big Ten und der Pac-10 gegeneinander an. Auch in den Jahren 2003 und 2005 spielten mit den Oklahoma Sooners und den Texas Longhorns Mannschaften im Rose Bowl, die nicht zur Pac-10 oder zur Big Ten gehörten. Neben dem Spiel im Jahr 2006 zählte auch der Rose Bowl im Vorjahr, an dem ebenfalls die Texas Longhorns beteiligt waren, nach Einschätzung von Kommentatoren zu den besten Rose-Bowl-Spielen seit der Einführung der Bowl Championship Series. Zusammen mit dem einseitigen Verlauf des Rose Bowls im Jahr 2008 mit einem Ergebnis von 49 zu 17 zwischen den USC Trojans und den Illinois Fighting Illini führte dies in den letzten Jahren zu verstärkter Kritik an der strikten Bindung des Rose Bowls an die Pac-10/Pac-12 und die Big Ten. Vertreter beider Conferences sind allerdings als Mitglieder des Organisationskomitees des Rose Bowls direkt an allen Entscheidungen beteiligt, welche die Auswahl der Mannschaften für das Spiel betreffen.
Nach der Saison 2014 fand zum ersten Mal ein Play-off mit den besten vier Mannschaften der regulären Saison statt. Jeweils zwei Spiele der bisherigen Bowl Championship Series fungieren dabei im Wechselzyklus von drei Jahren als Halbfinalspiele der Playoffrunde. Bei der erstmaligen Austragung des Playoffs nach der Saison 2014 betraf dies den Sugar Bowl und den Rose Bowl.

## Kommerzielle Aspekte

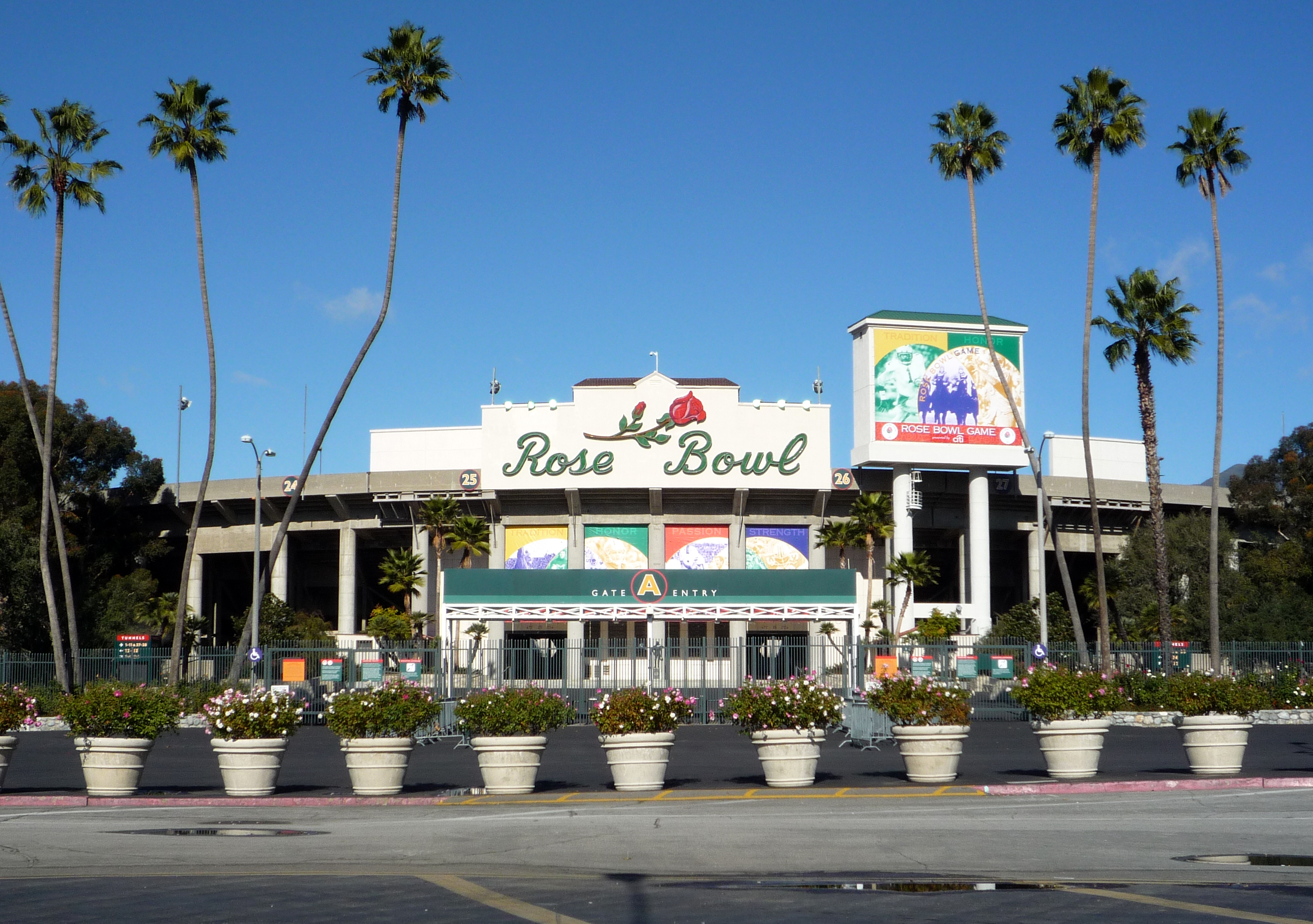
Das Rose Bowl Stadium

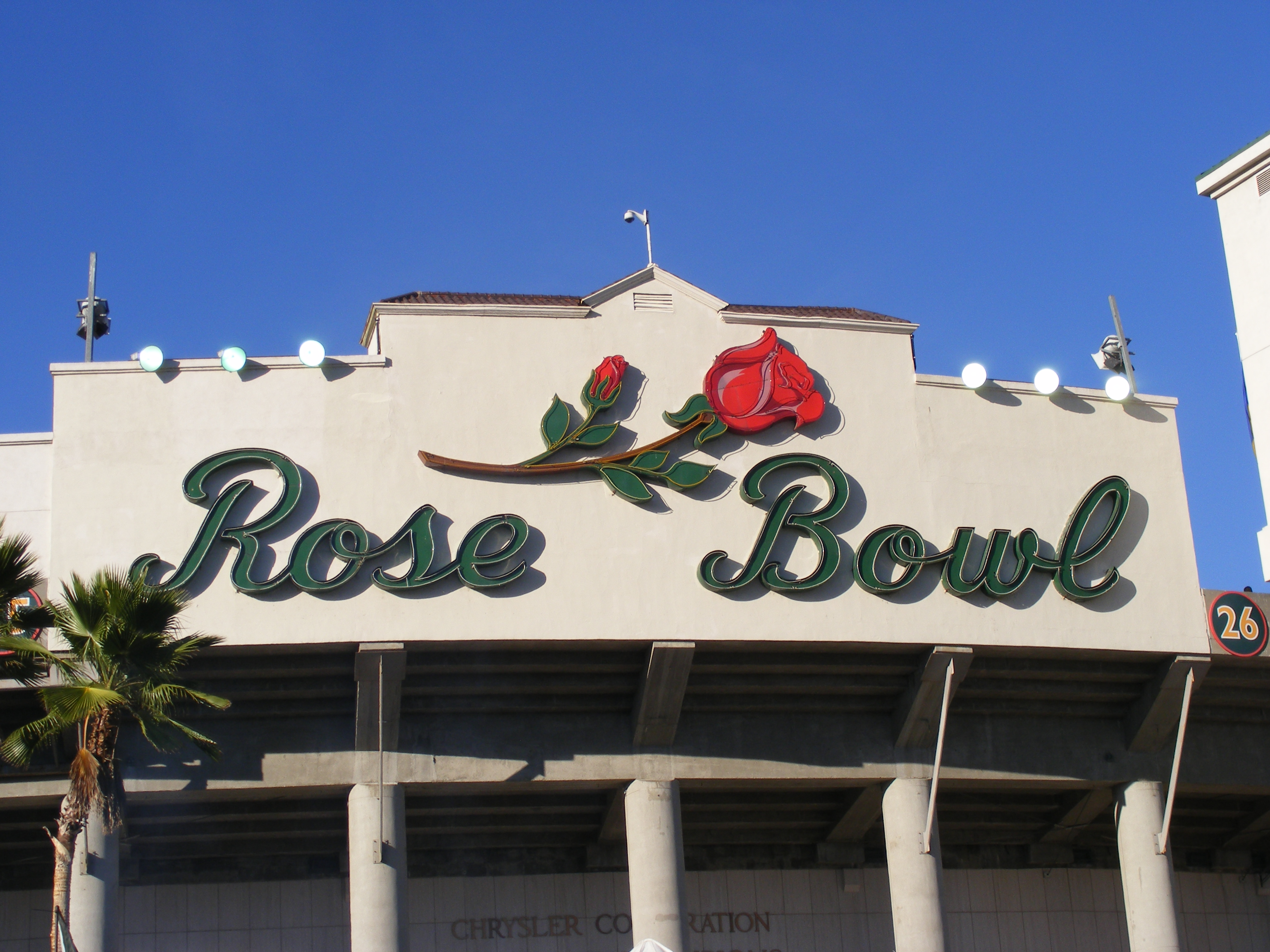
Ein Eingang zum Rose Bowl Stadium

Im Vergleich zu den meisten anderen Bowl-Spielen schlossen die Veranstalter des Rose Bowls, trotz der langjährigen Traditionen und des Prestige des Spiels, erst vergleichsweise spät einen Vertrag mit einem Hauptsponsor ab. Erster Sponsor war ab 1998 das US-amerikanische Telekommunikationsunternehmen AT&T. Nach einer einjährigen Unterstützung durch Sony im Jahr 2002 wurde, beginnend mit dem Jahr 2003, der Finanzdienstleister Citigroup Hauptsponsor des Spiels. Im Gegensatz zu den meisten anderen Bowl-Spielen ist beim Rose-Bowl-Spiel der Name des Hauptsponsors jedoch nicht Teil der Bezeichnung der Veranstaltung, sondern wird in der Form „The Rose Bowl Game presented by …“ genannt.
Die Übertragungsrechte für den Rose Bowl hatte von 1952 bis 1987 die Fernsehgesellschaft National Broadcasting Company (NBC). Seit 1988 und bis mindestens 2014 besteht ein Vertrag mit der American Broadcasting Company (ABC), im Gegensatz zu den anderen vier Spielen der Bowl Championship Series, die seit 2006 durch FOX vermarktet werden. An dem Vertrag mit der ABC sind neben dem Organisationskomitee des Rose Bowls auch die Big Ten und die Pac-12 als Vertragspartner beteiligt, im Gegensatz zu den anderen BCS-Bowl-Spielen, bei denen die Übertragungsrechte direkt von der BCS an FOX vergeben wurden.
Die den teilnehmenden Mannschaften garantierte Auszahlung (team payout) beträgt wie in den anderen vier Spielen der Bowl Championship Series rund 14 bis 17 Millionen US-Dollar je Team. Dieser Betrag wird jedoch zwischen allen Mannschaften der jeweiligen Conferences aufgeteilt. Die Besucherzahl liegt bei über 90.000 Zuschauern und ist damit höher als in den drei anderen BCS-Bowl-Spielen sowie den Super-Bowl-Spielen der Profiliga National Football League (NFL). Der Rose Bowl war in allen Jahren seit 1947 ausverkauft. Die Einschaltquote für die Fernsehübertragung liegt je nach Auswahl der Mannschaften bei rund 15 Prozent.

## Häufigste Teilnehmer und Sieger
Am häufigsten am Rose Bowl teilgenommen hat die Mannschaft der University of Southern California (USC Trojans) mit 34 Spielen, gefolgt von den Michigan Wolverines der University of Michigan mit 20 Teilnahmen (Stand vom Januar 2021). Das direkte Aufeinandertreffen beider Mannschaften ist mit bisher acht Spielen auch die häufigste Paarung in der Geschichte des Rose Bowls. Ebenso erreichten diese beiden Teams bisher auch die meisten Siege im Rose Bowl, 25 für die USC Trojans und acht für die Michigan Wolverines. Die Mannschaft der University of Alabama (Alabama Crimson Tide) ist mit bisher sieben Teilnahmen das am häufigsten im Rose Bowl vertretene Team, das nicht der Pac-12 oder der Big-10 angehört.
Die höchsten Siege in der Geschichte des Rose Bowls erreichte die Mannschaft der University of Michigan gegen die Mannschaft der Stanford University sowie 1948 gegen die Mannschaft der University of Southern California. Beide Spiele gewannen die Michigan Wolverines mit 49:0. Die meisten Punkte in einem Spiel wurden 2016 beim 52:49-Sieg der USC Trojans gegen die Penn State Nittany Lions erzielt, die wenigsten 1922 beim 0:0 zwischen der University of California, Berkeley und dem Washington & Jefferson College.